# 小竹町
小竹町（こたけまち）は福岡県中央部にある町。鞍手郡に属する。筑豊を構成する市町村の一つ。

## 地理
福岡県中央部、筑豊地区の北部に位置し、直方市と飯塚市に挟まれている。福岡市中心部から北東へ約40km、北九州市中心部から南西に約40kmの位置にあたる。
町の中央を遠賀川が南北に流れ貫く。町の南端部の国道200号線と県道74号線の交差点周辺が中心市街地となっている。

### 隣接している自治体
- 直方市
- 飯塚市
- 宮若市

### 地名
- 赤地
- 勝野
- 御徳
- 新山崎
- 南良津
- 新多

## 歴史

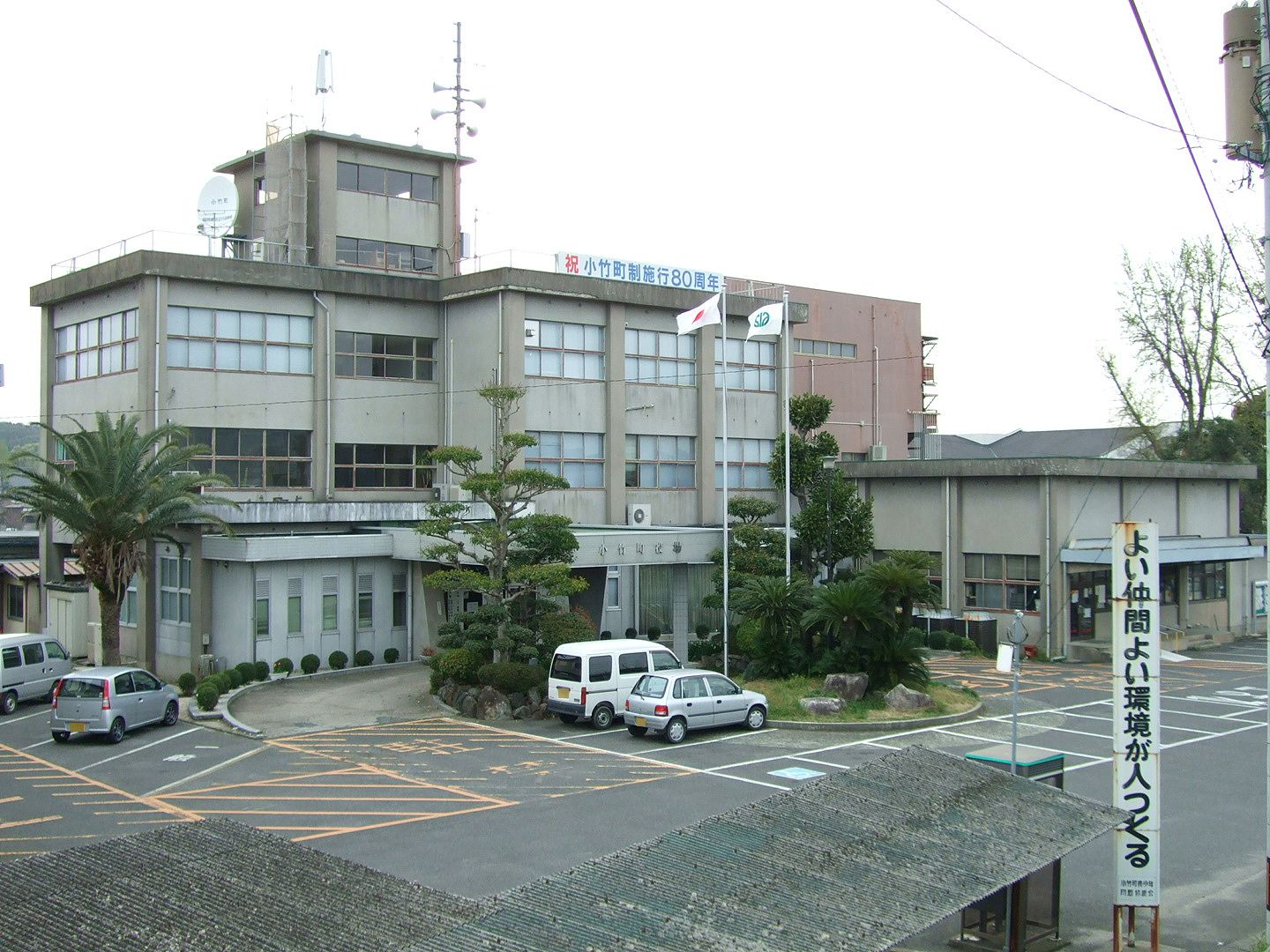
2020年5月7日に移転する以前の旧小竹町役場

- 1889年（明治22年）4月1日 - 町村制施行により、勝野村、南良津村、新山崎村、新多村、赤地村及び御徳村の区域をもって、鞍手郡勝野村が発足する[1]。
- 1928年（昭和3年）1月1日 - 勝野村が町制施行して、小竹町となる[1]。
- 1958年（昭和33年）8月1日 - 小竹町の区域の一部が直方市に編入する。
- 1963年（昭和38年） - エネルギー革命の影響で小竹炭坑が閉山。
- 1969年（昭和44年） - 古河目尾（しゃかのお）閉山。
- 2004年（平成16年）3月 - 小竹団地（工業団地）分譲開始[2]。
- 2020年（令和2年）5月7日 - 役場を大字勝野3349にあった旧庁舎から、大字勝野3167-1の新庁舎に移転し使用開始。

### 歴代町長
| 代    | 氏名       | 就任年月日    | 退任年月日     | 備考                        |
| ----- | ---------- | ------------- | -------------- | --------------------------- |
| 初-2  | 春孝一     | 1947年5月1日  | 1955年4月30日  | 公選                        |
| 3-4   | 国廣静     | 1955年5月1日  | 1963年4月30日  |                             |
| 5-9   | 久保信     | 1963年5月1日  | 1983年4月30日  |                             |
| 10-11 | 田中一義   | 1983年5月1日  | 1991年4月30日  |                             |
| 12    | 野田剛敏   | 1991年5月1日  | 1992年5月8日   | 辞職                        |
| 13    | 原賀節夫   | 1992年6月28日 | 1994年12月15日 | 2度目の不信任決議可決で失職 |
| 14-17 | 山本康太郎 | 1995年1月29日 | 2011年1月28日  |                             |
| 18-20 | 松尾勝徳   | 2011年1月29日 | 2023年1月28日  |                             |
| 21    | 井上頼子   | 2023年1月29日 | 現職           |                             |

※歴代町長

## 行政

### 町長
- 井上頼子（1期目）
- 任期：2027年1月28日まで

### 町議会
- 定数: 12人
- 任期: 2026年12月14日まで

### 消防
- 直方・鞍手広域市町村圏事務組合消防本部（宮若市）
  - 小竹出張所

### 警察
- 福岡県警察直方警察署（直方市）
  - 小竹交番（こたけ・鞍手郡小竹町大字勝野3765-93）

## 地域

### 人口
| |                                        |  |
| 小竹町と全国の年齢別人口分布（2005年） | 小竹町の年齢・男女別人口分布（2005年） |  |
| ■紫色 ― 小竹町 ■緑色 ― 日本全国 | ■青色 ― 男性 ■赤色 ― 女性              |  |
| 小竹町（に相当する地域）の人口の推移 \| 1970年（昭和45年） \| 11,603人 \| \| \| 1975年（昭和50年） \| 11,115人 \| \| \| 1980年（昭和55年） \| 11,228人 \| \| \| 1985年（昭和60年） \| 11,432人 \| \| \| 1990年（平成2年） \| 11,001人 \| \| \| 1995年（平成7年） \| 10,517人 \| \| \| 2000年（平成12年） \| 9,730人 \| \| \| 2005年（平成17年） \| 9,253人 \| \| \| 2010年（平成22年） \| 8,602人 \| \| \| 2015年（平成27年） \| 7,810人 \| \| \| 2020年（令和2年） \| 7,151人 \| \| |                                        |  |
| 総務省統計局 国勢調査より |                                        |  |
| 1970年（昭和45年） | 11,603人                               |  |
| 1975年（昭和50年） | 11,115人                               |  |
| 1980年（昭和55年） | 11,228人                               |  |
| 1985年（昭和60年） | 11,432人                               |  |
| 1990年（平成2年） | 11,001人                               |  |
| 1995年（平成7年） | 10,517人                               |  |
| 2000年（平成12年） | 9,730人                                |  |
| 2005年（平成17年） | 9,253人                                |  |
| 2010年（平成22年） | 8,602人                                |  |
| 2015年（平成27年） | 7,810人                                |  |
| 2020年（令和2年） | 7,151人                                |  |

### 教育

#### 小・中学校
- 小竹町立小竹中学校
- 小竹町立みらい小学校

※2025年度より町内の小学校3校（小竹西・小竹北・小竹南小学校）をすべて統合し、小竹町立みらい小学校を新設した。

#### 学校教育以外の施設
- 福岡県立小竹高等技術専門校（職業能力開発促進法に基づく職業能力開発校）

## 交通・通信

### 鉄道
- 九州旅客鉄道（JR九州）
  - 筑豊線（福北ゆたか線）
    - 勝野駅 - 小竹駅
- 平成筑豊鉄道
  - 伊田線
    - あかぢ駅

### 路線バス
西鉄バス（西鉄バス筑豊）
1: 赤池工業団地(福智町) - 明治坑 - 小竹上町 - 飯塚バスターミナル
小竹上町は町の南端部に位置する。町の南端部をかすめて町の東隣の飯塚市（頴田町域）および福智町と飯塚市中心部を結ぶ。小竹町内の停留所は小竹上町のみである。
かつては小竹町内各地に西鉄バスの路線があったが廃止が進み、町の西部の新多・毛勝地区と飯塚市を結ぶ路線が2019年 (令和元年) 9月30日限りで廃止されたことにより、現在ではこの路線がわずかに町内を通過するのみとなっている。
宮若市乗合バス宮田・小竹線
JR小竹駅 - トライアル小竹店 - 小竹町立病院 - 東菅牟田 - 光陵団地 - 筑前磯光 - 宮若市役所 - 旧JR宮田駅 - JR宮田バス停
小竹町と宮若市を結ぶジャンボタクシー路線。松川タクシー・MGタクシーによる運行。小竹町内だけの利用は不可。
巡回福祉バス「ひまわり1号」「ひまわり2号」
町中心部の福祉センター・町役場・小竹駅・トライアル小竹店を経由し町内各地を巡回する無料の福祉バス。誰でも乗車可能。土曜日は午前中のみ運行し、日祝日は運休する。
かつて新飯塚駅と町南部・南西部の毛勝・七福を結ぶJR九州バス（直方線）の路線があったが廃止されている。

### 道路

#### 一般国道
- 国道200号
- 国道211号

#### 県道
- 福岡県道62号北九州小竹線（主要地方道）
- 福岡県道74号宮田小竹線（主要地方道）
- 福岡県道470号勝野下境線
- 福岡県道476号小竹頴田線

町内にはいかなる形態の高速道路も通っていない。町に近いインターチェンジは九州自動車道八幡IC、鞍手IC、宮田SIC、若宮ICである。

### 市外局番について
2022年3月1日より、市外局番が「09496」から「0949」に変更された。
当町は他の直鞍地区の市町と同様、直方MAに属するが、他の直鞍地区の市外局番がすべて0949に変更されたあとも当町の市外局番は長年にわたって09496のままで、当町に隣接し同じ市外局番を使用していた飯塚市頴田地区（飯塚市のうち旧嘉穂郡頴田町の地域）とともに、九州本土唯一の5桁市外局番となっていた。
総務省では2020年10月23日に電気通信番号計画の一部を変更し、これによりまず2021年10月から11月にかけて飯塚市頴田地区の市外局番を飯塚市の他地域と同様の0948に変更し、のち2022年3月1日には小竹町の市外局番が0949に変更された。これにより飯塚市頴田地区との相互通話では市外局番をつける必要が生じ、一方で他の直鞍地区の市町との相互通話では市外局番をつける必要がなくなった。

## 名所・旧跡・観光スポット・祭事・催事
- 南良津神社
- 草場城址
- 殿墓
- 南良津獅子舞（7月）
- 合屋古墳
- 兵士・庶民の戦争資料館